# Бузулукская епархия
Бузулу́кская епа́рхия — епархия Русской Православной Церкви, объединяющая приходы и монастыри в западной части Оренбургской области (в границах Асекеевского, Бугурусланского, Бузулукского, Грачёвского, Илекского, Красногвардейского, Курманаевского, Первомайского, Северного, Сорочинского, Ташлинского и Тоцкого районов). Входит в состав Оренбургской митрополии.

## История
После образования Бузулукской крепости в 1736 году, приходы Бузулукского края подчинялись главному священнику Оренбургской экспедиции в составе Казанской епархии. В 1799 году была образована Оренбургская епархия. Когда же в 1851 году Бузулукский уезд вошёл в состав Самарской губернии, то в церковно-административном отношении, все монастыри и приходы уезда стали относиться к Самарской епархии.
В 1921 году было учреждено Бузулукское викариатство Самарской епархии в границах Бузулукского уезда, который включал в себя довольно обширную территорию: современные Бузулукский, Грачёвский, Курманаевский, Красногвардейский, Тоцкий, Сорочинский, Новосергиевский районы Оренбуржья, а также Богатовский, Борский, Алексеевский и Нефтегорский районы Самарской области. В уездном городе действовало пять приходских храмов (и три монастырских), а на сельской территории — более 200 церквей.
После административной реформы 1928 года Бузулук перестал быть центром обширного уезда. Однако территория викариатства, очевидно, ещё располагалась в его исторических границах.
5 октября 2011 года была учреждена как самостоятельная епархия, будучи выделена из состава Оренбургской епархии. 6 октября 2011 года Бузулукская, Оренбургская и Орская епархии включены в состав новообразованной Оренбургской митрополии.

## Епископы
Бузулукское викариатство Самарской епархии
- Павел (Гальковский) (18 июля 1921 — 15 сентября 1923)
- Павел (Введенский) (14 февраля 1924 — 16 сентября 1927) в/у
- Сергий (Никольский) (5 ноября 1927 — сентябрь 1929)
- Митрофан (Поликарпов) (1930) в управление не вступил
- Сергий (Куминский) (1930 — 5 декабря 1934)

Бузулукская епархия
- Валентин (Мищук) (5 октября 2011 — 25 марта 2012) в/у, митрополит Оренбургский
- Алексий (Антипов) (с 25 марта 2012)

## Благочиния
Епархия разделена на 13 церковных округов (По состоянию на декабрь 2022 года[значимость факта?]):
- Асекеевское благочиние — архимандрит Симеон (Холодков)
- Бугурусланское благочиние — иерей Алексий Анисимов
- Бузулукское благочиние — протоиерей Сергий Корчагин
- Бузулукское районное благочиние — иерей Александр Липатов
- Грачевское благочиние — иерей Олег Быков
- Илекское благочиние — протоиерей Анатолий Бабак
- Красногвардейское благочиние — протоиерей Сергий Назаров
- Курманаевское благочиние — протоиерей Георгий Зверев
- Первомайское благочиние — иерей Евгений Антонов
- Северное благочиние — иерей Виталий Прилибко
- Сорочинское благочиние — протоиерей Иоанн Хижняк
- Ташлинское благочиние — иерей Сергий Клименко
- Тоцкое благочиние — иерей Владислав Соловьев

## Монастыри
- Тихвинский Богородицкий монастырь в Бузулуке (женский)
- Бузулукский Спасо-Преображенский монастырь в Бузулуке (мужской)

недействующие
- Ключегорский Казанско-Богородицкий монастырь в селе Таллы Грачевского района (женский)